# Rattus ranjiniae
Rattus ranjiniae es una especie de roedor muroideo de la familia Muridae.

## Distribución geográfica
Se encuentra sólo en la India.

## Hábitat
Su hábitat natural son: tierras bajas praderas y pantanos.